# Pseudotropheus
Pseudotropheus è un genere di pesci ossei d'acqua dolce appartenente alla famiglia Cichlidae.

## Distribuzione e habitat
Tutte le specie del genere sono endemiche del lago Malawi in Africa sudorientale.

## Specie
- Pseudotropheus ater
- Pseudotropheus benetos
- Pseudotropheus brevis
- Pseudotropheus crabro
- Pseudotropheus cyaneorhabdos
- Pseudotropheus cyaneus
- Pseudotropheus demasoni
- Pseudotropheus elongatus
- Pseudotropheus fainzilberi
- Pseudotropheus flavus
- Pseudotropheus fuscoides
- Pseudotropheus fuscus
- Pseudotropheus galanos
- Pseudotropheus interruptus
- Pseudotropheus joanjohnsonae
- Pseudotropheus johannii
- Pseudotropheus longior
- Pseudotropheus minutus
- Pseudotropheus perileucos
- Pseudotropheus perspicax
- Pseudotropheus purpuratus
- Pseudotropheus saulosi
- Pseudotropheus socolofi
- Pseudotropheus tursiops
- Pseudotropheus williamsi[1]